# Täby (plaats)
Täby is de hoofdplaats van de gemeente Täby in het landschap Uppland en de provincie Stockholms län in Zweden. De plaats had 59593 inwoners (in 2005) en een oppervlakte van 2582 hectare. Tot 2016 lag de plaats verspreid over drie gemeenten; Täby, Danderyd en Sollentuna.
Täby is bekend vanwege de paardenrenbaan Täby Galopp, deze baan is gesticht in 1960. In Täby ligt het winkelcentrum Täby Centrum met circa 150 winkels. Door de plaats loopt de Europese weg 18 en verschillende spoorwegen met treinstations.

## Geboren
- Henrik Holm (1968), tennisser
- Jessica Folcker (1975), zangeres
- Eric Prydz (1976), producer en diskjockey
- Caroline Hedwall (1989), golfer
- Sofia Olofsson (1989), kickbokser